# Nurmes
Nurmes is een gemeente en stad in de Finse provincie Oost-Finland en in de Finse regio Noord-Karelië. De gemeente heeft een landoppervlakte van 2.401,37 km² (en 249 km² wateroppervlakte). De bevolking van Nurmes neemt gestaag af, de gemeente telt 9.443 inwoners (2022), tegenover een kleine 15.000 inwoners in 1960.
Het ligt aan noordkant van het meer Pielinen, ongeveer 100 km ten noorden van de regionale hoofdstad Joensuu. De buurgemeenten van Nurmes zijn Juuka in het zuiden, Lieksa in het zuidoosten, Kuhmo in het noordoosten, Sotkamo in het noorden en Rautavaara in het westen. De gemeente Valtimo is op 1 januari 2020 opgegaan in Nurmes.
De oorsprong van de naam ligt in Nurmesjärvi. Het woord nurmes komt van het Karelische woord nurmi, wat zowel weiland als kustweide betekent. Het meest centrale deel van het centrum van Nurmes ligt op een heuvelrug tussen het meer Nurmesjärvi en het meer Pielinen.
Nurmes organiseert veel muzikale activiteiten voor kerstmis, zoals verschillende concerten en evenementen. Nurmes riep zichzelf in 2005 uit tot Christmas Carol City van Finland en in 2009 tot European City of Christmas Carols
De grootste toeristische trekpleister is het in het begin van de 20ste eeuw gebouwde Bombahuis dat opgetrokken werd in de traditionele Karelische stijl.

## Afbeeldingen

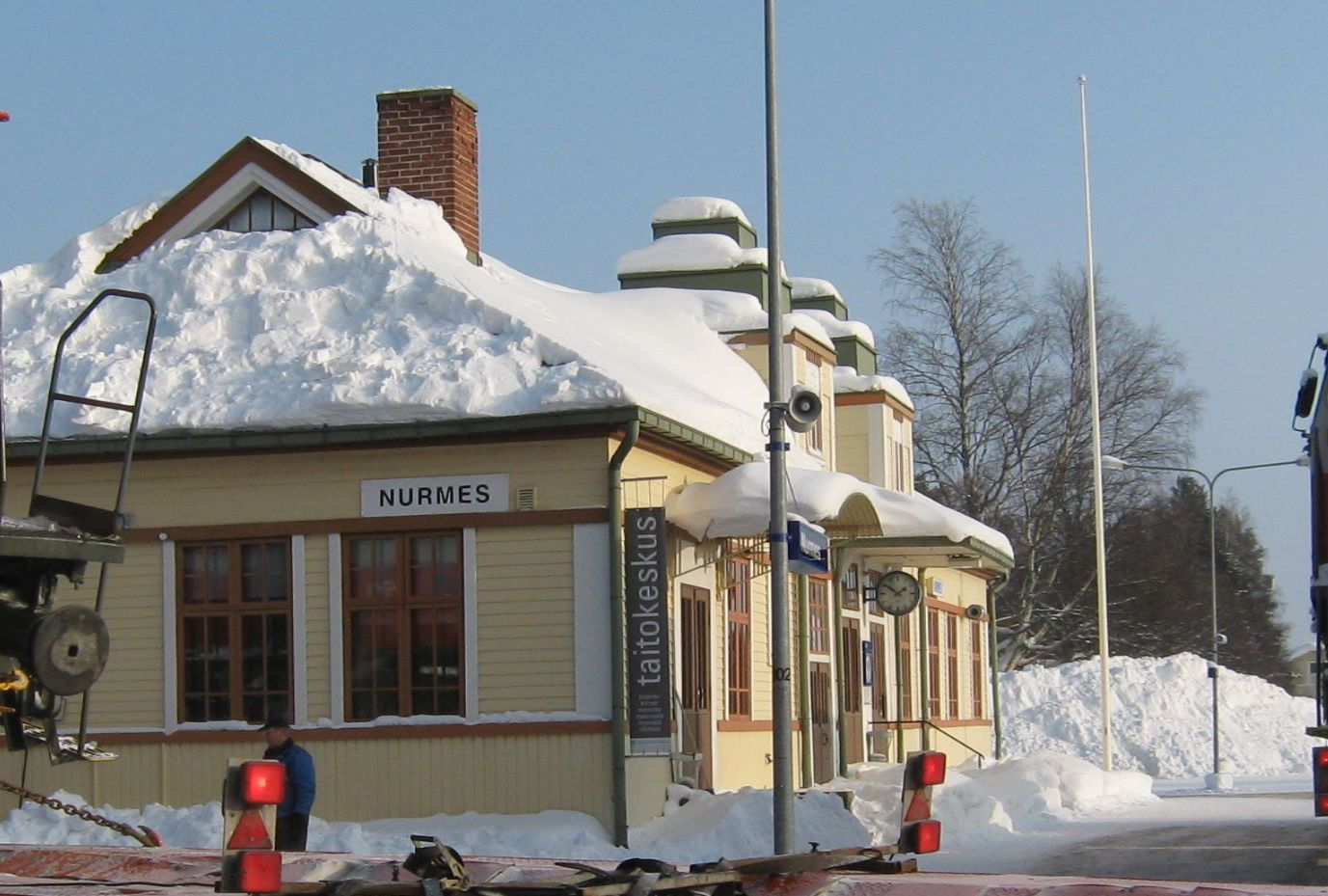
Station van Nurmes
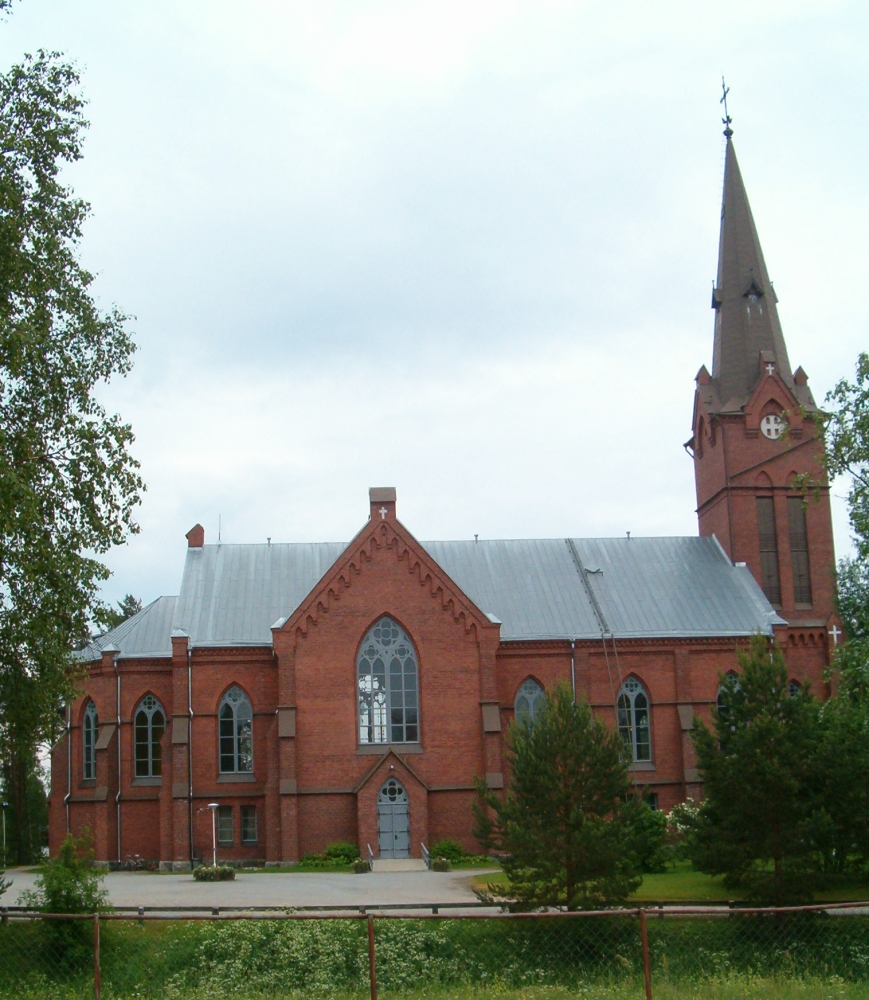
Kerk van Nurmes